# Wu Yang
Wu Yang (Yangquan, 5 januari 1992) is een Chinees tafeltennisspeelster. Ze geldt als een van de beste Chinese verdedigers. Ze speelt rechtshandig en maakt gebruik van de Europese shakehand-stijl.
Wu Yang is Aziatisch kampioene enkelspel 2009 en landenteams 2008 en 2009. Ze won de zilveren medaille bij de World Cup 2013. Wu Yang werd wereldkampioene (jeugd) enkelspel in 2009.

## Erelijst
- Winnares Aziatisch kampioenschap enkelspel 2009 en landenteams (2008 en 2009)
- Winnares World Cup landenteams 2013
- Zilveren medaille Azië Cup 2013
- Zilveren medaille World Cup enkelspel 2013

Enkelspel:
- Winnares Polen Open 2011
- Bronzen medaille Aziatisch kampioenschap 2008
- Bronzen medaille China Open 2013
- Bronzen medaille Oostenrijk Open 2013

Dubbelspel:
- Zilveren medaille Aziatisch kampioenschap 2008
- Bronzen medaille Koeweit Open 2015
- Zilveren medaille Zweden Open 2014